# 10 Peach
10 Comedy est une chaîne de télévision généraliste australienne créée le 11 janvier 2011 (sous le nom d' Elevenpuis renommé depuis le 1er octobre 2018) puis gérée depuis 2017 par le réseau de télévision Network Ten. La chaîne est détenue par ElevenCo (entreprise appartenant à Ten Network Holdings Limited et CBS Studios International) et est consacrée aux programmes visant principalement les jeunes adultes.

## Historique de la chaîne

### Eleven(2011–2018)
Avant le lancement de la chaîne, Ten Network Holdings, qui était à l'époque une société indépendante, a créé une coentreprise nommée ElevenCo avec le distributeur international CBS Studios International,. Dix détenaient une participation des deux tiers dans l'entreprise, CBS détenant la part restante. Dans le cadre de cet arrangement, Eleven a eu accès à la programmation du dernier catalogue de CBS. Ten Network Holdings est entré en administration en 2017 et a ensuite été acquis par CBS Corporation, donnant finalement à CBS la propriété intégrale de Eleven.

### 10 Peach(2018–2024)
Le 31 octobre 2018, la chaîne a été renommée sous le nom de 10 Peach, dans le cadre d'une nouvelle image de marque de Network Ten. Le nouveau nom vise à fournir une portée plus claire pour la programmation de la chaîne. La responsable du contenu de Network 10, Beverley McGarvey, a décrit « Peach » comme un sentiment « détendu » et « un plaisir presque coupable » pour les téléspectateurs, avec des programmes télévisés tels que Les Voisins, Supernatural, This Is Us et Will et Grace, et continuant à pencher vers une démographie plus jeune,,,.

## Programmes
10 Comedy propose des programmes de rattrapage provenant de Network Ten,,. Elle présente un mélange d’anciennes émissions répétées, de nouvelles émissions de la télévision australienne et d’émissions qui feraient leurs débuts sur la télévision australienne gratuite.
Certains des programmes de Network Ten destinés à une population plus jeune, notamment le soap opéra Les Voisins, ont été diffusés pour le lancement de la nouvelle chaîne. Cela faisait partie de la refonte de Network Ten pour cibler les personnes plus âgées,,. La décision de déplacer le feuilleton et d'autres émissions devait également ouvrir la voie à une nouvelle émission d'actualités dans la plage horaire de Network Ten.
En 2015, Les Voisins était le feuilleton le plus regardé d’Eleven et la première soap opéra australienne régulière sur les chaînes multicanaux numériques, avec une moyenne de 278 000 téléspectateurs.
Le 27 février 2012, la série Toasted TV (en) est déplacée sur Eleven en raison d'un certain nombre de changements apportés à leur programmation matinale, notamment du lancement de Breakfast sur Network Ten.
En novembre 2013, plusieurs programmes pour enfant de Network Ten, notamment Totally Wild (en), Scope, Wurrawhy (en) et Les Sirènes de Mako ont été déplacés sur Eleven en raison du lancement de l'émission matinale Wake Up et de Studio 10 (en). D'autres contenus australiens de première diffusion sur la chaîne incluent Couch Time (en), The Loop et Bondi Ink Tattoo (en),.
Le 11 mars 2015, les sociétés Paramount, Nickelodeon et 4Kids passaient actuellement des chaînes Network Ten à 9Go! (en) car elles étaient généralement présentées en première mondiale sur cette chaîne.
Les émissions classiques de télévision diffusées sur 10 Peach proviennent de ses contrats de production en studio, notamment Sony Pictures Television, Warner Bros. International Television, CBS Television Studios, CBS Studios International (en) et Ocean Productions (en).
Les films classiques diffusés sur 10 Comedy proviennent de ses accords de production en studio, notamment DreamWorks Pictures / DreamWorks Animation, Warner Bros. Pictures, Roadshow Film (en), Lionsgate, The Weinstein Company, Miramax Films, Touchstone Pictures et Screen Australia.
D'autres films classiques diffusés qui ont été partagés avec les deux chaînes de 9Go! et 10 Comedy proviennent de ses contrats de production en studio, notamment DreamWorks Pictures / DreamWorks Animation, Warner Bros. Pictures, Village Roadshow Pictures, Miramax Films, Screen Australia et Lionsgate.